# Cafezal do Sul
Cafezal do Sul is een gemeente in de Braziliaanse deelstaat Paraná. De gemeente telt 4.313 inwoners (schatting 2009).

## Aangrenzende gemeenten
De gemeente grenst aan Alto Piquiri, Brasilândia do Sul, Iporã, Perobal, Pérola, Umuarama en Xambrê.